# Presseger See
Presseger See är en sjö i Österrike.   Den ligger i förbundslandet Kärnten, i den centrala delen av landet, 280 km sydväst om huvudstaden Wien. Presseger See ligger 559 meter över havet. Arean är 0,55 kvadratkilometer. Den sträcker sig 0,8 kilometer i nord-sydlig riktning, och 1,6 kilometer i öst-västlig riktning.
I omgivningarna runt Presseger See växer i huvudsak blandskog. Runt Presseger See är det glesbefolkat, med 17 invånare per kvadratkilometer.